# الفريدو تالافيرا
الفريدو تالافيرا (بالإسبانية: Alfredo Talavera)‏؛ مواليد 18 سبتمبر 1982 في ولاية خاليسكو، المكسيك، هو لاعب كرة قدم مكسيكي يلعب لنادي ديبورتيفو تولوكا ومنتخب المكسيك لكرة القدم كحارس مرمى. سبق له أن لعب في كأس العالم لكرة القدم مع منتخب بلاده. بدأ الفريدو تالافيرا مسيرته الرياضية عام 2003.

## روابط خارجية
- الفريدو تالافيرا على موقع الاتحاد الدولي (مؤرشف)  (الإنجليزية)
- الفريدو تالافيرا على موقع قاعدة بيانات كرة القدم.إي يو (الإنجليزية)
- الفريدو تالافيرا على موقع ناشيونال فوتبول تيمز (الإنجليزية)
- الفريدو تالافيرا على موقع Soccerway.com (الإنجليزية)
- الفريدو تالافيرا على موقع عالم كرة القدم.نت (الإنجليزية)
- الفريدو تالافيرا على موقع كووورة
- الفريدو تالافيرا على موقع اللجنة الأولمبية الدولية (الإنجليزية)
- الفريدو تالافيرا على موقع أوليمبيديا (الإنجليزية)
- الفريدو تالافيرا على موقع AS.com (الإسبانية)